# If Love Was a Crime
"If Love Was a Crime" (hrv. Ako je ljubav zločin) je pop pjesma bugarske pjevačice Poli Genove kojom predstavlja Bugarsku na Pjesmi Eurovizije 2016. u švedskom glavnom gradu Stockholmu. Tekst za pjesmu napisali su Borislav Milanov, Sebastian Arman, Poli Genova i Joacim Bo Persson. Pjesma je dovršena i službeno objavljena 21. ožujka 2016., zajedno s videospotom. Bugarska nacionalna televizija i Universal Music Group omogućili su prenošenje (download) pjesme s interneta na iTunesu.
30. ožujka 2016.

## Izdavanje

### Podatci o pjesmi
| Prenošenje putem interneta (download) | Prenošenje putem interneta (download) | Prenošenje putem interneta (download) | Prenošenje putem interneta (download) | Prenošenje putem interneta (download) | Prenošenje putem interneta (download) | Prenošenje putem interneta (download) | Prenošenje putem interneta (download) | Prenošenje putem interneta (download) | Prenošenje putem interneta (download) |
| Br.                                   | Skladba                               | Trajanje                              |                                       |                                       |                                       |                                       |                                       |                                       |                                       |
| ------------------------------------- | ------------------------------------- | ------------------------------------- | ------------------------------------- | ------------------------------------- | ------------------------------------- | ------------------------------------- | ------------------------------------- | ------------------------------------- | ------------------------------------- |
| 1.                                    | »If Love Was a Crime«                 | 2:59                                  |                                       |                                       |                                       |                                       |                                       |                                       |                                       |
| 2:59                                  |                                       |                                       |                                       |                                       |                                       |                                       |                                       |                                       |                                       |

### Izdavanje
| Regija | Nadnevak         | Oblik      | Izdavač              |
| ------ | ---------------- | ---------- | -------------------- |
| Europa | 30. ožujka 2016. | prenošenje | BNT, Universal Music |

## Citati
- Pjevačica i izvođačica pjesme Poli Genova o pjesmi je rekla:[1]